# Castillo de Segur
El Castillo de Segur es una antigua fortificación en el término municipal de Veciana de la comarca catalana de Noya (provincia de Barcelona). Está declarado Bien Cultural de Interés Nacional. Hay restos de muros que se conservan sobre el pueblo de Segur. Dio nombre a los Calders, barones de Segur. Del castillo de Segur hay restos de los muros exteriores de defensa y del núcleo principal que conserva una parte de la torre además de unos sótanos cubiertos con bóveda.
Castillo fronterizo documentado en el año 1117. De las jurisdicciones reales y señoriales que existieron en el actual término de Veciana, la baronía del castillo de Segur fue la jurisdicción dominante y la señoría de los nobles de Calders fue la más prolongada. En 1245 hubo un pleito entre el prior del [monasterio de Santa María de l'Estany]] y Ponç de Calders por los derechos del castillo, que tenía infeudado por los vizcondes de Barcelona. Hasta final del siglo XV los señores Calders compartieron las rentas del castillo de Miralles con el prior del monasterio de Santa Anna de Barcelona. El castillo de Segur fue derrocado, el año 1616, por orden del virrey de Cataluña, debido a haberse convertido en un escondrijo de bandoleros. Actualmente la baronía pertenece a la familia Villalonga.